# Ilha de Santo Aleixo
A ilha de Santo Aleixo é uma ilha brasileira localizada no litoral sul do estado de Pernambuco, região Nordeste do Brasil. Possui duas praias, com piscinas naturais: a Praia dos Pernambucanos, que é a mais visitada pelos turistas, com serviços de bares, além da Praia da Holanda, que possui um ambiente mais sossegado e, para se chegar até lá, é realizada uma pequena trilha.
Há ainda, a Enseada Espanha e França que está geograficamente unida à segunda praia.
Administrativamente, faz parte do município de Sirinhaém, embora seja de propriedade particular.
Está situada entre Porto de Galinhas e a Praia dos Carneiros.

## História
Em 1527 o navegador  espanhol Rodrigo Acuña, que estava de retorno à Espanha, naufraga na costa pernambucana e aporta com alguns companheiros na ilha, onde se restabelece após achar comida e se prover de utensílios essenciais.
Sobre tal desventura, há na historiografia a seguinte narração:
Entregues à providência [divina] seguiram pelos mares durante vinte dias, nutrindo-se apenas de algum marisco e de pouca fruta que acertavam de colher pela costa, até que na ilha de Santo Aleixo lhes deparou Deus porto, onde puderam refazer-se. Nessa ilha tiveram a fortuna de encontrar alguma farinha de trigo, uma pipa de bolacha molhada, um forno (...).

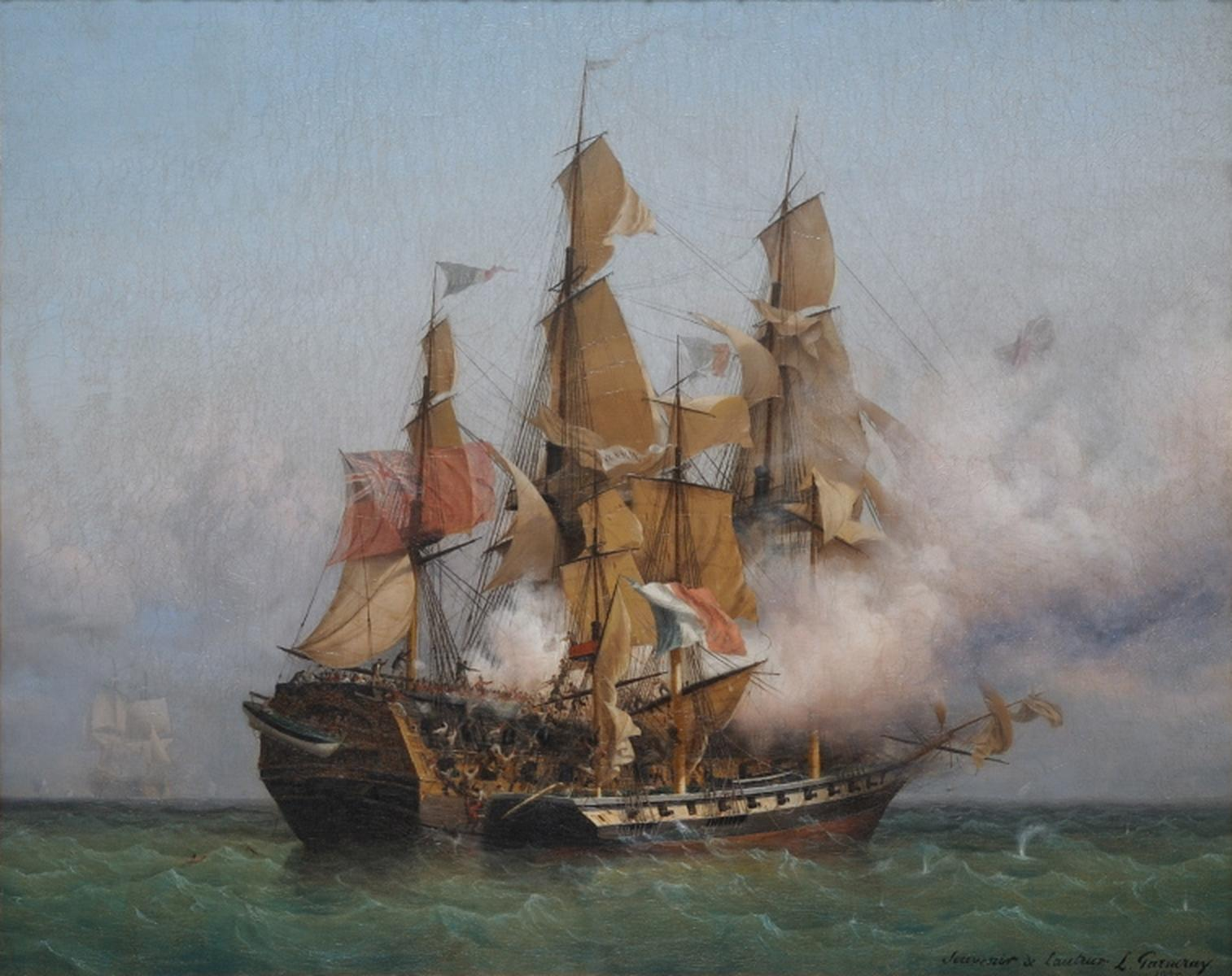
Navio corsário francês em batalha (Pintura de Ambroise Louis Garneray)

Também foi na ilha de Santo Aleixo que se passou a primeira invasão francesa no Brasil, de março a dezembro de 1531, tendo estes sido expulsos por militares portugueses. Quando da ocupação francesa, a ilha foi denominada «île Saint-Alexis».
Essas invasões, que viriam a se tornar sucessivas, tinham como principal objetivo a coleta de «pau-de-tinta», como então era conhecido o pau-brasil.
No fim do século XVII, ao mesmo tempo em que faziam campanhas contra os quilombolas de Palmares, o governo de Pernambuco tentava desestabilizar os muitos piratas que ainda assolavam a região.
Em 1687 as autoridades locais estavam muito preocupadas com um grupo de corsários neerlandeses que estavam estabelecidos na Ilha de Santo Aleixo e que, de lá, partiam para saquear a costa pernambucana.

## Características

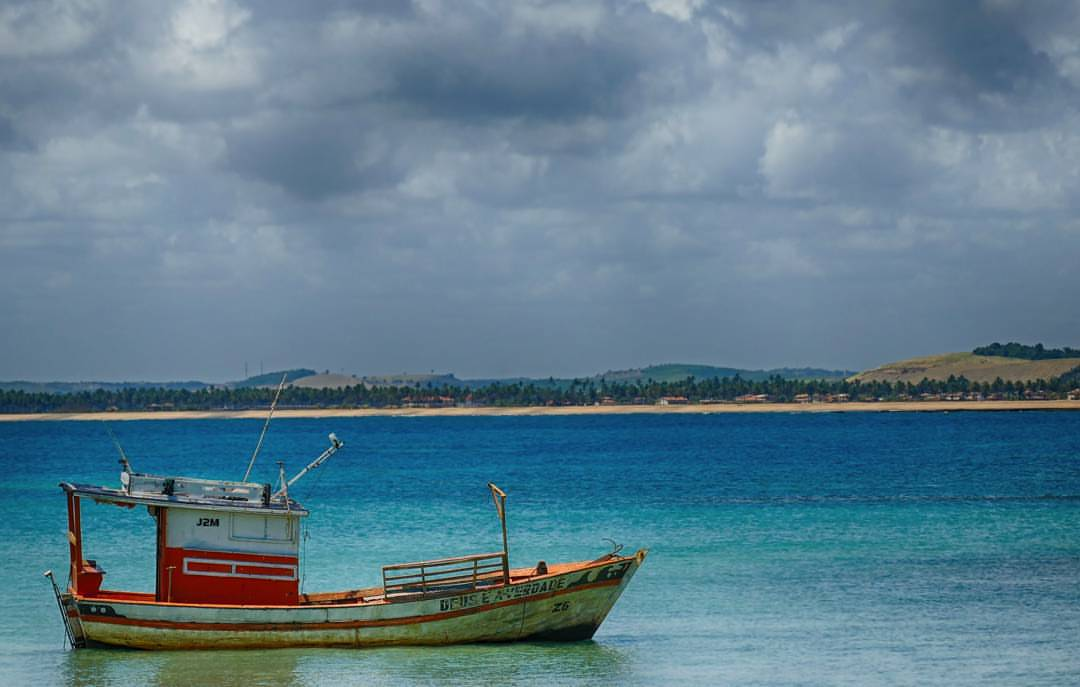
Parte sudoeste da ilha, na Praia dos Pernambucanos, com o município de Sirinhaém, ao fundo.

Situada em mar aberto, a cerca de dois quilômetros a leste de barra do Sirinhaém, a Ilha de Santo Aleixo tem forma ligeiramente semelhante a uma ferradura. Na parte oeste apresenta uma praia arenosa, enquanto ao sul uma enseada protegida por rochedos de pedra e uma praia onde se forma uma grande piscina aberta de águas calmas, mornas e transparentes de tom esverdeado. A leste existe um costão rochoso pouco acessível.
A Ilha de Santo Aleixo tem 30,49 hectares de superfície e é formada por rochas vulcânicas cobertas originalmente por vegetação litorânea arbustiva, que foi paulatinamente suplantada por coqueirais introduzidos. Em virtude da qualidade de suas águas — despoluídas e cristalinas devido à distância do litoral —, a ilha é muito buscada por praticantes de mergulho livre (apneia).
Sem habitantes fixos ou infraestrutura turística, nela há apenas uma casa de quatro quartos, que era alugada, ocasionalmente, pelos proprietários. A Ilha de Santo Aleixo também tem sido utilizada por pescadores e agências, que fazem o translado de turistas em barcos e lanchas, embora tal prática tende a cessar caso o projeto para a construção de um resort no local seja concretizado.

## Desenvolvimento

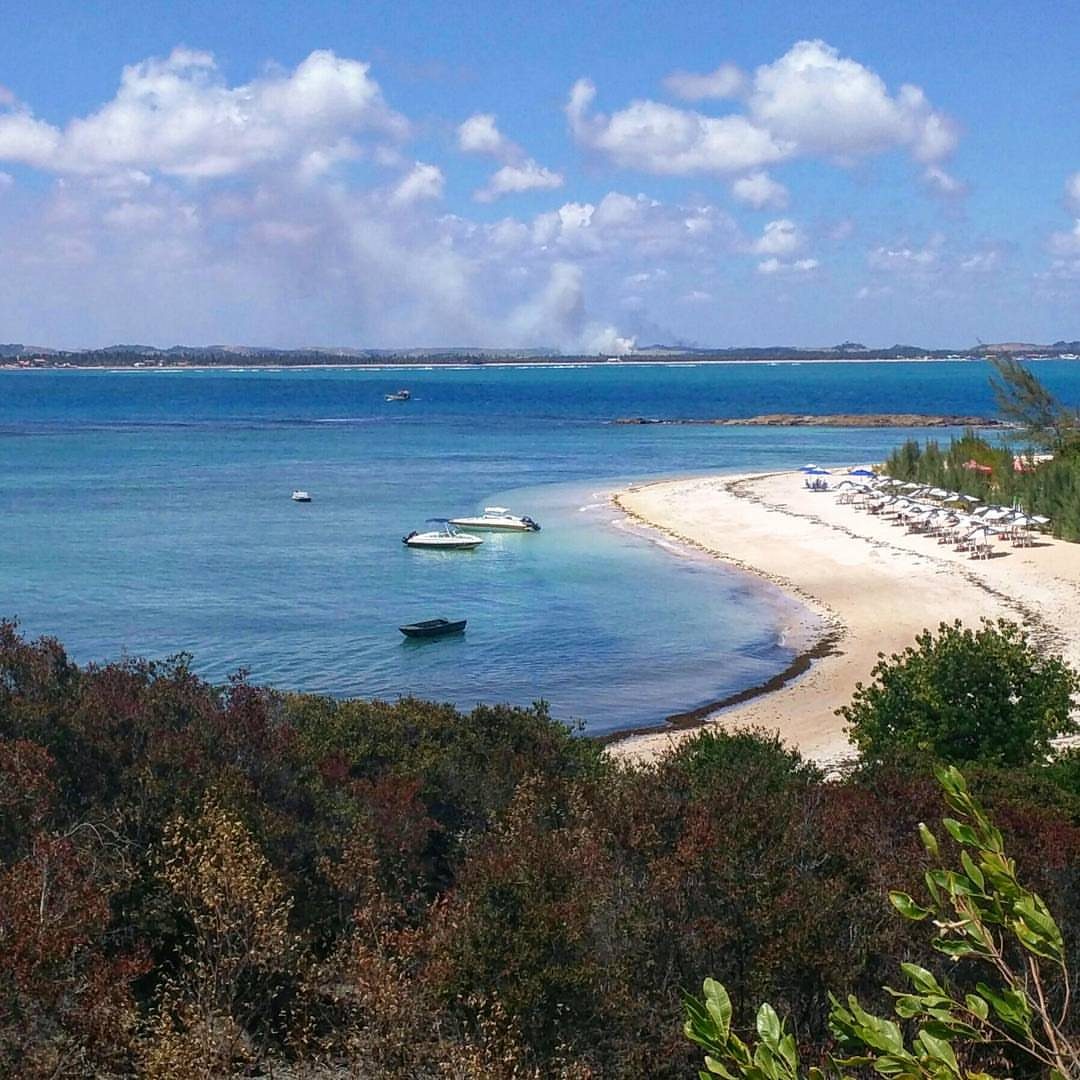
Parte oeste da ilha, na Praia da Holanda, com o município de Sirinhaém, ao fundo.

A Ilha de Santo Aleixo se localiza na Área de Proteção Ambiental (APA) de Guadalupe, o que motivou a criação de uma força-tarefa para sua preservação. A ONG Andrade Brasil, desde o inicio de 2015, pesquisa e mapeia as principais necessidades da Ilha para o desenvolvimento, junto com a gestão da APA, Ibama e a SPU a preservação do espaço, ordenando ações voluntárias com o apoio do poder público e da comunidade local.
A instituição pretende, com o apoio da iniciativa privada, União, Governo Estadual e Prefeitura de Sirinhaém – município
que a ilha faz parte – capacitar a população da Barra de Sirinhaém/PE e monitorar as atividades no local, do mergulho à atracação das embarcações, incluindo a forma como se comercializa os passeios turísticos e se manipula alimentos e bebidas no local.
A organização não governamental tem, em seu quadro de voluntários, profissionais qualificados como advogado, turismólogo, assistente social, profissionais da saúde e do meio ambiente e desenvolve, permanentemente, ações de conscientização, com a oferta de palestras e cursos de capacitação profissional gratuitos para a comunidade do litoral sul do Estado do Pernambuco. A iniciativa mobiliza moradores, veranistas e os empresários interessados em colaborar com o desenvolvimento sustentável do turismo local, afim de evitar os impactos no meio ambiente.
Os programas desenvolvidos em conjunto são vistos como a solução, à curto prazo, para preservação da Ilha de Santo Aleixo. Com o apoio da Prefeitura Municipal de Sirinhaém, Agencia Estadual do Meio Ambiente (CPRH), Superintendência do Patrimônio da União (SPU), Ibama e a Marinha do Brasil, espera, a organização não governamental, com o apoio da comunidade e gestão pública, o desenvolvimento de ações para coibir a depredação natural, como a regulamentação do fluxo de embarcações e controle visitantes na Ilha de Santo Aleixo, assim como a conscientização para intensificar a limpeza e conservação do patrimônio natural.